# الگا تودوراکه
اُلگا تودوراکه (رومانیایی: Olga Tudorache؛ ۱۱ اکتبر ۱۹۲۹ - ۱۸ اکتبر ۲۰۱۷) بازیگر و استاد دانشگاه اهل رومانی است.
از فیلم‌هایی که وی در آنها نقش داشته‌است، می‌توان به میهای دلیر، پیامبر، طلا و اهالی ترانسیلوانی و خاکستر و خون اشاره کرد.